# Akihito futuna
 Akihito futuna  es una especie de pez de la familia de los Gobiidae en el orden de los Perciformes.

## Morfología
Los machos pueden llegar a alcanzar los 3,3 cm de longitud total.

## Alimentación
Parece ser que se nutre de insectos acuáticos y crustáceos ( Atyidae ).

## Hábitat
Es un pez de agua dulce, de clima tropical

## Distribución geográfica
Se encuentra en Oceanía: Futuna.

## Observaciones
Es inofensivo para los humanos.